# Gattano
Il Gattano è un breve torrente della Sicilia meridionale, che scorre interamente nel territorio del comune di Gela (in provincia di Caltanissetta).

## Descrizione
Affluisce nel torrente Serpente la cui sorgente si trova a 454 metri sul livello del mare, alle pendici del monte Trigona, in contrada Gargheria, nel comune di Butera. Dopo un corso di circa 17 chilometri sfocia nel Golfo di Gela nel Mar Mediterraneo, a est del pianoro di Montelungo e nella periferia ovest della città (contrada Gattano, quartiere Macchitella), dove confina con il bacino del fiume Gela.

## Rischi idrogeologici e ambientali
Oltre alla sua natura "torrentizia", per cui è soggetto a piene improvvise e alluvioni, il Gattano versa in una precaria condizione idrogeologica che è stata segnalata dal Genio civile di Caltanissetta fin dal 1991, in occasione del disastroso evento pluviometrico che quell'anno colpì un po' tutta la Sicilia. La sistemazione del suo corso (perlomeno del tratto finale che ricade nell'abitato di Gela) è stata perciò inserita nel piano regionale di interventi urgenti approvato nel 2000. Sia a monte che a valle frane e straripamenti (soprattutto invernali) interessano quasi tutto il suo bacino, ripetendosi con frequenza e causando danni e disagi viepiù maggiori con il crescere della presenza di attività antropiche nella zona.
Il tratto finale del torrente scorre inoltre nell'area di contatto fra il quartiere Macchitella e il Parco provinciale di Montelungo, assai degradata, e il suo corso è interessato dallo scarico dei residui del depuratore delle acque reflue, inadeguato alle reali esigenze, per cui le acque del Gattano risultano persistentemente inquinate e di conseguenza la balneazione è vietata nei pressi della sua foce.